# Antonuccio Camponeschi
(Giovanni Antonio Summonte, Dell'historia della città, e Regno di Napoli, vol. 3, Napoli, Antonio Bulifon, 1675, p. 24)
Antonuccio Camponeschi (L'Aquila, 1370 circa – L'Aquila, 1452) è stato un nobile, condottiero e capitano di ventura italiano, signore di Cittareale, Civitaquana e Tocco, governatore dell'Aquila, viceré e giustiziere degli Abruzzi, e senatore di Roma.

## Biografia

### Nascita e fuga dall'Aquila
Antonuccio Camponeschi nacque all'Aquila intorno al 1370 da Lalle II Camponeschi, conte di Montorio, ed Elisabetta Acquaviva; era fratello di Giampaolo, Luigi, Battista, Pirro, Marino, Odoardo e Urbano. Nel 1391 fuggì dall'Aquila con la sua famiglia a seguito di una sommossa nella quale rimase ucciso il fratello Marino, salvandosi nel castello di Leporanica (nei pressi della contemporanea Prata d'Ansidonia). Assediato dai nemici, fu fatto prigioniero a seguito di un trattato e consegnato agli uomini di Luigi II d'Angiò-Valois per essere giustiziato: i suoi seguaci, però, assalirono la prigione dell'Aquila in cui era rinchiuso e lo liberarono. L'anno seguente poté rientrare con la sua famiglia in città.

### Al servizio di re Ladislao e della Serenissima
Nel 1398 seguì il re di Napoli Ladislao d'Angiò-Durazzo nella sua campagna militare a Zara; rientrato nel 1403, venne nominato viceré degli Abruzzi quando il sovrano dovette fare ritorno in Ungheria. L'anno successivo, allontanatosi dalla fazione angioina, andò in esilio con il fratello Francesco a Fermo e passò al soldo della Repubblica di Venezia, attaccando le città di Castelfranco Veneto, Cittadella, Polesine e Padova. Nel 1409 si ritrovò coinvolto in un agguato: accompagnò, insieme a Niccolò de' Terzi, Guido Torelli e Carlo da Fogliano, Ottobuono de' Terzi a Rubiera per un incontro con Niccolò III d'Este, a sua volta scortato da Muzio Attendolo Sforza, Micheletto Attendolo ed Uguccione dei Contrari; di quest'ultimi tre, i primi due uccisero a tradimento Ottobuono e nella colluttazione che ne seguì Antonuccio fu ferito e fatto prigioniero. Liberato dopo non molto tempo, tornò al servizio del Regno di Napoli.

### Ritorno all'Aquila e spedizione in Calabria
Alla morte del sovrano partenopeo Ladislao, avvenuta nel 1414, fu bandito dall'Aquila dai suoi avversari politici ed Obizzo da Carrara fu nominato viceré dalla regina Giovanna II; la città tuttavia gli si ribellò, richiamando Antonuccio, che rientrò trionfante all'Aquila il 23 maggio 1415. La regina, allora, inviò un esercito comandato da Jacopo Caldora e Muzio Attendolo Sforza, che si scontrarono con Antonuccio il 13 giugno. Il Camponeschi fu sconfitto e catturato, ma grazie all'amicizia con il Caldora riuscì a portare avanti delle trattative per la sua liberazione, ratificate dalla regina il 30 giugno. L'anno successivo riuscì a difendere la città da Lordino di Saligny, gran connestabile del Regno per Giacomo II di Borbone-La Marche, e diventò quindi guida indiscussa della città. In novembre fu mandato in Calabria a reprimere le rivolte scatenate dal Borbone: occupò così Catanzaro, Cosenza e Crotone.

### Assedio dell'Aquila e battaglia campale

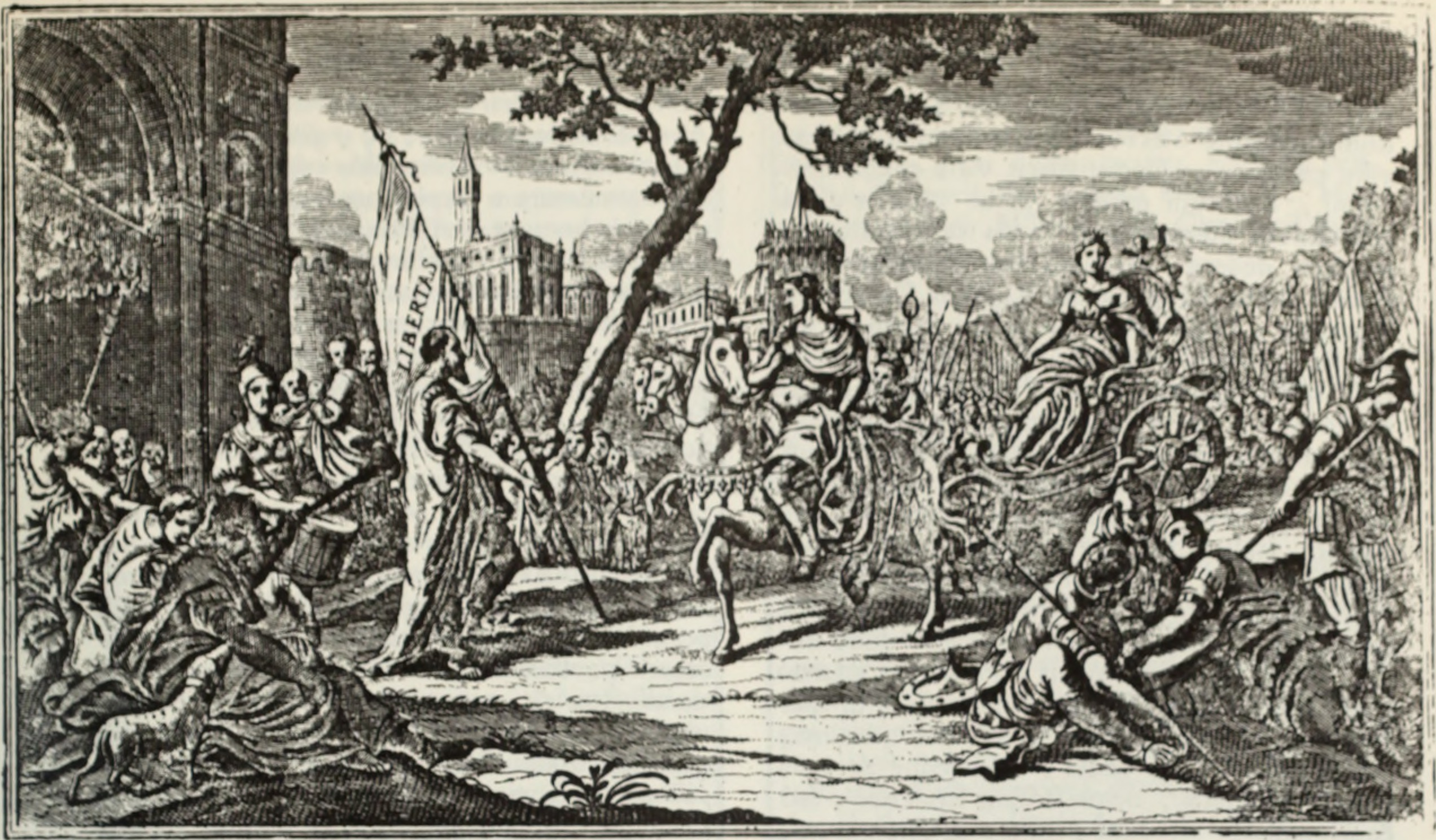
Miniatura allegorica contenuta nell'opera Antiquitates italicæ medii ævi, scritta dallo storico Ludovico Antonio Muratori, raffigurante l'ingresso fastoso all'Aquila della regina del Regno di Napoli Giovanna II d'Angiò-Durazzo (a destra, seduta sulla portantina), accompagnata dal gran connestabile Jacopo Caldora (al centro, in groppa al cavallo) ed il suo esercito, al termine della guerra del 1424 contro Braccio da Montone. La regina e il condottiero vengono accolti da Antonuccio Camponeschi (a sinistra, sventolante la bandiera della libertà), governatore della città

Successivamente fece ritorno all'Aquila e tornò al servizio degli Angioini. Il 7 maggio 1423 il capitano di ventura Braccio da Montone cingendola d'assedio diede inizio alla guerra dell'Aquila. Antonuccio Camponeschi cominciò col respingere gli assalti avversari presso le mura dei 99 castelli fondatori rivolte verso Paganica, poi quelli diretti contro la porta Barete. Dopo oltre un anno, giunti i rinforzi napoletani guidati da Jacopo Caldora, ora gran connestabile dell'esercito, mentre la battaglia campale presso la piana di Bazzano si avviava al termine, uscì con un compatto esercito dalle mura cittadine e caricò le retrovie dell'esercito braccesco poiché Niccolò Piccinino con la sua squadra d'arme aveva abbandonato la postazione. L'esercito nemico fu disfatto, Braccio rimase gravemente ferito e morì il 5 giugno 1424. In particolare, in uno dei luoghi della città legati allo scontro, via delle Bone Novelle, verrà installata una targa per commemorare la sua azione vittoriosa. Terminata la guerra, si recò al seguito del Caldora a recuperare i feudi rimasti in mano ai mercenari del Montone.

### Tra Serenissima, Stato Pontificio e Regno di Napoli
Nel novembre stipulò con la Repubblica di Venezia una condotta militare di un anno di ferma e sei mesi di rispetto. Nell'ottobre 1425 passò al servizio dello Stato Pontificio sotto papa Eugenio IV. Nel 1436 tornò a servire il Regno di Napoli contro la minaccia aragonese, finendo sotto il comando del cardinale Giovanni Maria Vitelleschi. Assediò Amatrice e Penne con Raimondo Caldora; mutato nuovamente partito, assalì Pescara, Chieti e Sulmona.

### Consolidamento del potere ed ultime imprese
Nell'anno 1441 ricoprì la carica di senatore di Roma. Nel luglio del 1442 il re di Napoli Alfonso V d'Aragona, entrando in Abruzzo con il suo esercito, fece prigioniera la moglie di Antonuccio, Giovannella Pappacoda, che in quel momento si trovava a Tocco, e voleva che l'Aquila, ormai saldamente in mano ai Camponeschi, gli si arrendesse e gli giurasse fedeltà. Antonuccio, però, riuscì a mantenere la città e solamente il 6 ottobre fu permesso al re di entrare all'Aquila, da solo e senza scorta, per confermarle autonomia amministrativa e finanziaria e investire Antonuccio del titolo di magister iusitiarius, lasciandogli così il pieno controllo sul Comune. Dalla corona aragonese ottenne i feudi di Gerace e Sinopoli ed espugnò, in nome di Alfonso, Mileto e nuovamente Cosenza.
Antonuccio Camponeschi morì all'Aquila nel 1452. In vita aveva preso parte anche a delle campagne militari in Francia svoltesi nel territorio della Gallia transalpina, per le quali veniva ricordato per le sue imprese come un "fulmine di guerra".

## Ascendenza
|                                        |                                      |                                         | Genitori                                |  |  | Nonni |  |  | Bisnonni                      |  |  | Trisnonni          |  |
|                                        |                                      |                                         |                                         |  |  |       |  |  | Giovanni "Gianni" Camponeschi |  |  | Matteo Camponeschi |  |
|                                        |                                      |                                         |                                         |  |  |       |  |  | Giovanni "Gianni" Camponeschi |  |  | Matteo Camponeschi |  |
|                                        |                                      | ?                                       |                                         |  |  |       |  |  | Giovanni "Gianni" Camponeschi |  |  |                    |  |
| Lalle I Camponeschi Conte di Montorio  |                                      |                                         |                                         |  |  |       |  |  | Giovanni "Gianni" Camponeschi |  |  |                    |  |
|                                        |                                      | ?                                       | ?                                       |  |  |       |  |  |                               |  |  |                    |  |
|                                        |                                      | ?                                       | ?                                       |  |  |       |  |  |                               |  |  |                    |  |
|                                        |                                      | ?                                       | ?                                       |  |  |       |  |  |                               |  |  |                    |  |
| Lalle II Camponeschi Conte di Montorio |                                      | ?                                       |                                         |  |  |       |  |  |                               |  |  |                    |  |
|                                        |                                      | ?                                       | ?                                       |  |  |       |  |  |                               |  |  |                    |  |
|                                        |                                      | ?                                       | ?                                       |  |  |       |  |  |                               |  |  |                    |  |
|                                        |                                      | ?                                       | ?                                       |  |  |       |  |  |                               |  |  |                    |  |
| ? Bonagiunta di Poppleto               |                                      | ?                                       |                                         |  |  |       |  |  |                               |  |  |                    |  |
|                                        |                                      | ?                                       | ?                                       |  |  |       |  |  |                               |  |  |                    |  |
|                                        |                                      | ?                                       | ?                                       |  |  |       |  |  |                               |  |  |                    |  |
|                                        |                                      | ?                                       | ?                                       |  |  |       |  |  |                               |  |  |                    |  |
| Antonuccio Camponeschi                 |                                      | ?                                       |                                         |  |  |       |  |  |                               |  |  |                    |  |
|                                        | Francesco Acquaviva Signore di Morro | Matteo Acquaviva Signore di Morro       |                                         |  |  |       |  |  |                               |  |  |                    |  |
|                                        | Francesco Acquaviva Signore di Morro | Matteo Acquaviva Signore di Morro       |                                         |  |  |       |  |  |                               |  |  |                    |  |
|                                        | Francesco Acquaviva Signore di Morro | Imperatrice di Archi                    |                                         |  |  |       |  |  |                               |  |  |                    |  |
| Matteo II Acquaviva Signore di Morro   | Francesco Acquaviva Signore di Morro |                                         |                                         |  |  |       |  |  |                               |  |  |                    |  |
|                                        |                                      | Giovanna di Sangiorgio                  | Nicolò di Sangiorgio                    |  |  |       |  |  |                               |  |  |                    |  |
|                                        |                                      | Giovanna di Sangiorgio                  | Nicolò di Sangiorgio                    |  |  |       |  |  |                               |  |  |                    |  |
|                                        |                                      | Giovanna di Sangiorgio                  | Mattaleona dell'Aquila                  |  |  |       |  |  |                               |  |  |                    |  |
| Elisabetta Acquaviva                   |                                      | Giovanna di Sangiorgio                  |                                         |  |  |       |  |  |                               |  |  |                    |  |
|                                        |                                      | Roberto Sanseverino Conte di Corigliano | Tommaso II Sanseverino Conte di Marsico |  |  |       |  |  |                               |  |  |                    |  |
|                                        |                                      | Roberto Sanseverino Conte di Corigliano | Tommaso II Sanseverino Conte di Marsico |  |  |       |  |  |                               |  |  |                    |  |
|                                        |                                      | Roberto Sanseverino Conte di Corigliano | Sveva d'Avezzano                        |  |  |       |  |  |                               |  |  |                    |  |
| Giacoma Sanseverino                    |                                      | Roberto Sanseverino Conte di Corigliano |                                         |  |  |       |  |  |                               |  |  |                    |  |
|                                        |                                      | Jacopa del Bosco                        | Arnau de Bosch                          |  |  |       |  |  |                               |  |  |                    |  |
|                                        |                                      | Jacopa del Bosco                        | Arnau de Bosch                          |  |  |       |  |  |                               |  |  |                    |  |
|                                        |                                      | Jacopa del Bosco                        | ?                                       |  |  |       |  |  |                               |  |  |                    |  |
|                                        |                                      | Jacopa del Bosco                        |                                         |  |  |       |  |  |                               |  |  |                    |  |